# Jacques De Staercke
Jacques Theophile Ghislain baron De Staercke (Brussel, 20 april 1927 - Evere, 18 december 2017) was een Belgisch bestuurder en politicus voor de CVP-PSC.

## Biografie
Jacques De Staercke was de oudste zoon van baron Roger De Staercke (1902-1993) en Laure Rousseau (1901-1961). Hij was een van de eerste gediplomeerden van het Heilig-Hartcollege in Ganshoren in 1945, samen met Bob Boon en Jos Pelgrims. Hij promoveerde tot doctor in de rechten en licentiaat in de toegepaste economische wetenschappen aan de Katholieke Universiteit Leuven en was gediplomeerde in economische wetenschappen van de Universiteit van Oxford in het Verenigd Koninkrijk. Hij huwde met Anne Magos (1929), met wie hij vier kinderen had.
Hij begon zijn loopbaan als secretaris-generaal van het Verbond van Katholieke Werkgevers (VKW). In 1961 werd hij verkozen tot CVP-volksvertegenwoordiger voor het arrondissement Brussel. Hij oefende dit mandaat uit tot in 1965. Hij was ondertussen bank- en bedrijfsrevisor geworden en leidde een belangrijk kabinet. Daarnaast was hij van 1974 tot 1987 gedelegeerd bestuurder van werkgeversorganisatie Fabrimetal en bestuurder van grote ondernemingen (Sabena, Bank Brussel Lambert, Tabacofina), commissaris-generaal van Europalia 1991 Portugal en voorzitter van de Belgisch-Boliviaanse vereniging.
Hij was tevens docent aan de Université catholique de Louvain en het Institut catholique des hautes études commerciales.
In 1986 werd hem de persoonlijke titel van baron verleend.